# Randy Smith (Eishockeyspieler)
Randolph William Smith (* 7. Juli 1965 in Saskatoon, Saskatchewan) ist ein ehemaliger kanadischer Eishockeyspieler und -trainer, der in seiner aktiven Zeit von 1982 bis 2000 unter anderem für die Minnesota North Stars in der National Hockey League spielte.

## Karriere
Randy Smith begann seine Karriere als Eishockeyspieler bei den Battleford Barons, für die er in der Saison 1982/83 in der Saskatchewan Junior Hockey League aktiv war. Anschließend spielte er von 1983 bis 1986 für die Saskatoon Blades und Calgary Wranglers in der Top-Juniorenliga Western Hockey League spielte. Gegen Ende der Saison 1985/86 gab der Center sein Debüt für die Minnesota North Stars in der National Hockey League. Bei seinem einzigen NHL-Einsatz der Spielzeit blieb er punkt- und straflos. In der Saison 1986/87 spielte er fast ausschließlich für Minnesotas Farmteam Springfield Indians in der American Hockey League, während er nur zu zwei weiteren NHL-Einsätzen für die North Stars kam. Von 1987 bis 1990 spielte er in diversen Minor-League-Teams und kam in diesem Zeitraum für die Kalamazoo Wings und Salt Lake Golden Eagles aus der International Hockey League sowie die Maine Mariners aus der American Hockey League zum Einsatz.
Von 1990 bis 1992 nahm Smith mit dem Team Canada an dessen Olympiavorbereitung teil. Im Anschluss an die Winterspiele 1992 lief er gegen Ende der Saison 1991/92 zu sieben Einsätzen für den EHC Biel aus der Schweizer Nationalliga A, bei denen er ein Tor und fünf Vorlagen erzielte. Für die Saison 1992/93 blieb der Kanadier in Europa und spielte für den EC KAC aus der Österreichischen Bundesliga. Zur Saison 1993/94 schloss er sich dem IHL-Team Las Vegas Thunder an, ehe er seine Karriere in Großbritannien fortsetzte. Dort spielte er zunächst in der Saison 1994/95 für die Peterborough Pirates aus der British Hockey League. Daraufhin wechselte er innerhalb der BHL zu den Cardiff Devils, mit denen er in der Saison 1996/97 an der neu gegründeten Ice Hockey Superleague teilnahm. In dieser spielte er in der Saison 1997/98 für die Newcastle Cobras. Zuletzt trat er von 1998 bis 2000 für die Peterborough Pirates aus der zweitklassigen British National League an, ehe er seine Karriere im Alter von 35 Jahren beendete. In den Spielzeiten 1994 und 1995 nahm er zudem mit den St. Louis Vipers an der professionellen Inlinehockeyliga Roller Hockey International teil, die im Gegensatz zum Eishockey im Sommer ausgetragen wurde.
Von 2000 bis 2003 war Smith als Assistenztrainer für die Swift Current Broncos aus der Western Hockey League aktiv. Zur Saison 2003/04 wurde er zum Cheftrainer der Mannschaft befördert, mit der er am Ende der Spielzeit in der ersten Playoff-Runde ausschied.

### International
Für Kanada nahm Smith an den Weltmeisterschaften 1991 und 1992 sowie den Olympischen Winterspielen 1992 in Albertville teil. Bei der WM 1991 sowie den Winterspielen 1992 gewann er mit seiner Mannschaft jeweils die Silbermedaille.

## Erfolge und Auszeichnungen
- 1986 WHL East Second All-Star Team

### International
- 1991 Silbermedaille bei der Weltmeisterschaft
- 1992 Silbermedaille bei den Olympischen Winterspielen